# قلعه سانجو
قلعه سانجو (به ژاپنی: 三条城 さんじょうじょう); یک قلعه ژاپنی است که در شهر سانجو، نیگاتا، استان نیگاتا واقع شده است.